# Котлярка (річка)
Котлярка — річка в Україні, у Погребищенському районі Вінницької області, ліва притока Смотрухи (басейн Дніпра).

## Опис
Довжина річки 11 км км., площа басейну 38,6 км². Висота витоку над рівнем моря — 305 м, висота гирла — 217 м, падіння річки — 88 м, похил річки — 7,34 м/км. Формується з багатьох безіменних струмків та водойм.

## Розташування
Бере початок у селі Станилівка. Тече переважно на схід і у селі Білашки впадає у річку Смотруху, ліву притоку Росі.
Населені пункти вздовж берегової смуги: Талалаї, Вишнівка.